# Sestry od Panny Marie Sedmibolestné a Svatého Kříže
Sestry od Panny Marie Sedmibolestné a Svatého Kříže je ženská katolická řeholní kongregace, jejíž zkratkou je C.S.A.S.C.

## Historie
Kongregace vznikla z úcty k Panně Marii Sedmibolestné a Svatému Kříži. Byla vytvořena roku 1812 v Torre del Greco kanovníkem Giuseppem Brancacciem (1773-1842), pro vzdělávání chudých dívek.
Vzniklá komunita je organizována jako řeholní kongregace. Její předpisy byly schváleny 12. května 1927 kardinálem Alessiem Ascalesim, arcibiskupem Neapole; papežské potvrzení získala 25. února 1949.

## Aktivita a jiné informace
Tato kongregace pečuje zejména o mladé lidi v nesnázích.
Její hlavní sídlo je na via del Fontanile Arenato v Římě.
Na konci roku 2008 měla kongregace 42 řeholnic v osmi domech.